# Karacaağaç, Bolu
Kürkçüler là một xã thuộc thành phố Bolu, tỉnh Bolu, Thổ Nhĩ Kỳ. Dân số thời điểm năm 2010 là 2.379 người.